# 石井駅 (愛媛県)
石井駅（いしいえき）は、かつて愛媛県温泉郡石井村越智にあった、伊予鉄道森松線の駅（廃駅）である。
椿神社（伊予豆比古命神社）の最寄り駅だった。

## 歴史
官報では森松線間開業時（1896年1月26日）より石井駅として掲載されている。

### 年表
- 1896年（明治29年）：立花 - 森松間に石井停車場・居相臨時停車場[注 2]が開設。
- 1901年（明治34年）
  - 2月21日：石井停車場および居相臨時停車場廃止。石井仮停車場開設[2]。
  - 11月29日：石井仮停車場を本停車場として存置[3]。
- 1965年（昭和40年）12月1日：廃止。

## 駅構造
『伊予鉄道百年史』に掲載された写真によれば、ホーム2面2線で行き違いが可能な構造だったようである。

## 駅周辺
森松線廃止前に刊行された住宅地図によれば石井駅は現在の国道33号椿神社入口交差点付近にあり、周辺には交番や郵便局、農協などもあったが、宅地開発は進んでおらず、多くは農地であった。
- 石井村役場（のち松山市役所石井支所）
- 石井村立石井小学校（のち松山市立石井小学校）
- 石井村立石井中学校（のち松山市立石井中学校）
- 椿神社（伊予豆比古命神社）

## 隣の駅
伊予鉄道
森松線
伊予立花駅 - 石井駅 - 森松駅